# Shirley Stobs
Shirley Anne Stobs (Miami, 20 maggio 1942) è un'ex nuotatrice statunitense.

## Carriera
Assieme alle compagne Joan Spillane, Carolyn Wood e Chris von Saltza ha vinto la medaglia d'oro ai giochi di Roma 1960 nella staffetta 4x100 metri stile libero.

## Palmarès
- Giochi olimpici

Roma 1960: oro nella 4x100m stile libero.
- Giochi panamericani

Chicago 1959: oro nella 4x100m stile libero e argento nei 200m stile libero.